# Infanteriekampement Makassar
Het Infanteriekampement Makassar was in de periode van maart 1942 tot en met 2 juni 1944 een krijgsgevangenenkamp te Makassar in de provincie Zuid-Celebes (Sulawesi Selatan) op het eiland Celebes. Dit kamp lag aan de Strandweg vlak bij de zee. Het kamp was omheind met prikkeldraad. Het kamp heeft bestaan van eind februari 1942 - 5 juni 1944.
Het kamp was ondergebracht in de ontruimde tangsi (militair kampement) en in de gemeenschappelijke woonverblijven van de inheemse KNIL-militairen en hun gezinnen. De hogeren in rang werden in de woningen voor getrouwde onderofficieren en officieren ondergebracht.
Voordat de krijgsgevangenen uit de Boei kwamen, bevonden zich hier al ruim 1.000 marine-krijgsgevangenen die eerder waren opgebracht uit de Javazee. Deze groep zat eerder al ruim een week geïnterneerd op het Nederlandse hospitaalschip Hr. Ms. Op ten Noort. Overigens deed deze boot tot zeker half oktober 1942 dienst als algemeen kamphospitaal voor Makassar.
Nadat de krijgsgevangenen uit de Boei waren overgebracht, werden nog enkele honderden krijgsgevangenen toegevoegd uit Enrekang, Menado en Ambon. Verder werden er krijgsgevangenen overgebracht uit het tijdelijke kamp in de Kweekschool voor de Zeevaart in Makassar. 
De krijgsgevangenen (niet zijnde officieren) moesten zware dwangarbeid verrichten in de omgeving:
- Mandai vliegveld-reparatie (alleen voor Engelse krijgsgevangenen)
- Havenkamp reparatie van de haven
- Matoeangin werkzaamheden in de kalkgroeve en -fabriek
- Pomelaä werkzaamheden in de nikkelmijn (alleen voor Engelse krijgsgevangenen)

Het kamp stond in de periode van april 1942 tot juni 1944 onder leiding van korporaal Yoshida (ook bekend als “Yosh”, “De Beul”, “Goudtand”). Deze kampcommandant werd omschreven als zeer sadistisch, wreed en gewelddadig. In het kamp zijn verschillende keren executies uitgevoerd, onder meer naar aanleiding van ontsnappingspogingen van krijgsgevangenen. Tegen deze kampcommandant is na de oorlog door de aanklager bij Temporaire Krijgsraad te Makassar de doodstraf geëist. 
Vanaf maart 1944 werd door werkploegen uit het infanteriekampement een nieuw kamp gebouwd ten zuiden van Makassar. 